# 29 Orionis
Désignations
29 Orionis (en abrégé 29 Ori) est une étoile géante de la constellation d'Orion. Elle porte également la désignation de Bayer e Orionis, tandis que 29 Orionis est sa désignation de Flamsteed. Dans l'Uranometria de Bayer, cette étoile est l'une des deux étoiles (l'autre étant Upsilon Orionis) marquant le sommet de la botte droite d'Orion. Elle est visible à l’œil nu comme une étoile jaunâtre de magnitude visuelle apparente 4,13. D'après la mesure de sa parallaxe annuelle par le satellite Hipparcos, l'étoile est située à environ ∼ 157 a.l. (∼ 48,1 pc) de la Terre Elle se rapproche de la Terre à une vitesse radiale héliocentrique de −18 km/s.
29 Orionis est une étoile géante vieillissante de type spectral G8IIIFe-0.5, qui a épuisé les réserves d'hydrogène qui étaient contenues dans son cœur et qui s'est donc éloignée de la séquence principale. La notation « Fe-0,5 » de son suffixe indique que son spectre présence une sous-abondance légère en fer. Il s'agit d'une géante appartenant au red clump, ce qui signifie qu'elle est actuellement sur la branche horizontale et qu'elle génère son énergie par la fusion de l'hélium dans son cœur. L'étoile est 1,8 fois plus massive que le Soleil et elle est âgée d'environ 1,4 milliard d'années. Son rayon est 11,5 fois plus grand que le rayon solaire, elle est 70 fois plus lumineuse que le Soleil et sa température de surface est de 4 920 K.